# Guerra austro-polacca

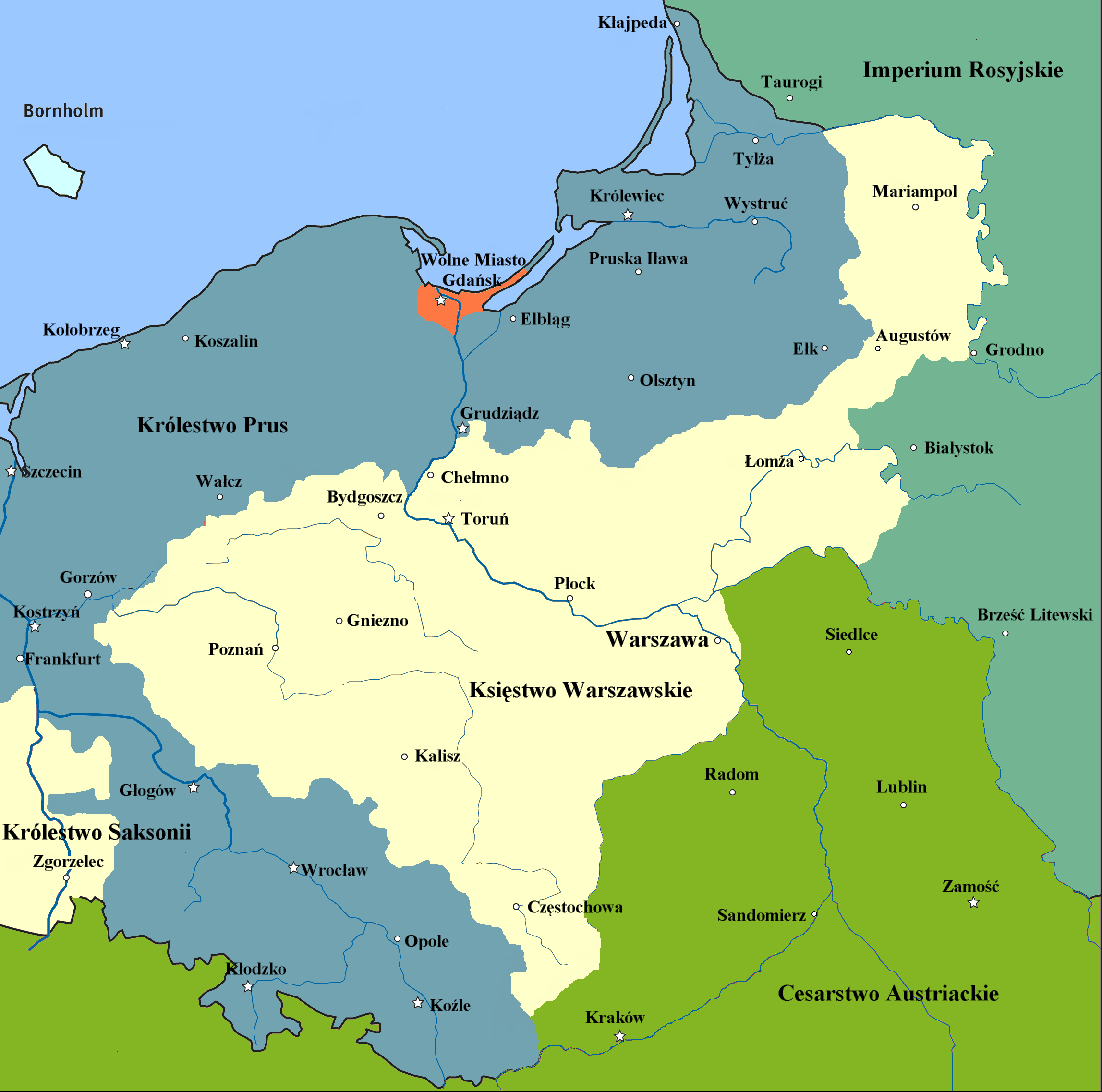
Ducato di Varsavia 1807–1809

La guerra austro-polacca o guerra polacco-austriaca vide le forze polacche del ducato di Varsavia, alleate di Napoleone e assistite dalle forze del Regno di Sassonia, combattere contro l'Impero austriaco. Il conflitto rientrava nella guerra della quinta coalizione del 1809, dove la quinta coalizione era un'alleanza tra Impero austriaco e Regno Unito contro l'Impero napoleonico. A giugno 1809 l'Impero russo si unì contro l'Austria. Le truppe polacche resistettero all'attacco austriaco a Varsavia sconfiggendole a Raszyn, poi abbandonarono Varsavia per riconquistare parti della Polonia pre-spartizione, comprese Cracovia e Leopoli, costringendo gli austriaci ad abbandonare Varsavia in un vano inseguimento.

## La guerra
L'esercito del ducato di Varsavia fu indebolito quando il corpo francese che lo presidiava fu inviato in Spagna nel 1808, e solo le forze polacche del ducato rimasero al suo interno. Con l'inizio della guerra della Quinta Coalizione, un corpo austriaco comandato dall'arciduca Ferdinando Carlo Giuseppe d'Austria-Este invase il territorio del Ducato di Varsavia il 14 aprile 1809, ingaggiando i soldati difensori polacchi del principe Józef Poniatowski.
Dopo la battaglia di Raszyn del 19 aprile, dove le truppe polacche di Poniatowski bloccarono una forza austriaca doppia in numeri (ma nessuna delle due parti sconfisse l'altra in modo decisivo), le forze polacche si ritirarono comunque, consentendo agli austriaci di occupare la capitale del ducato, Varsavia; Poniatowski decise che la città sarebbe stata difficile da difendere, così preferì mantenere il suo esercito mobile sul campo e ingaggiare gli austriaci altrove, attraversando la riva orientale (destra della Vistola. In effetti, la capitale del ducato fu conquistata dall'esercito austriaco con poca opposizione, ma fu per loro una vittoria di Pirro, poiché il comandante austriaco dirottò lì la maggior parte delle sue forze, lasciando sguarniti altri fronti. Ferdinando presidiò Varsavia con 10 000 soldati e divise le sue forze rimanenti, inviando 6 000 corpi sulla riva destra della Vistola e il resto verso Toruń e altri obiettivi sulla riva sinistra.
In una serie di battaglie (Radzymin, Grochów e Ostrówek), le forze polacche sconfissero parti dell'esercito austriaco, costringendo questi ultimi a ritirarsi sulla sponda occidentale del fiume. Innanzitutto un grande attacco ai ponti nel sobborgo varsaviese di Praga da parte di una forza austriaca di 6 000 uomini che aveva attraversato il fiume in precedenza fu fermato da 1 000 difensori fortificati polacchi. Poco dopo le forze austriache che assediavano Praga furono sconfitte dal generale Michał Sokolnicki, prima nella battaglia di Grochów (il 26 aprile), poi, quando l'esercito austriaco cercò di inseguire i polacchi di Sokolnicki, fu sconfitto il 2 e 3 maggio nella battaglia di Góra Kalwaria (nella quale i polacchi distrussero anche il ponte parzialmente costruito dagli austriaci insieme alle loro attrezzature ingegneristiche). Ciò lasciò saldamente ai polacchi il controllo dell'iniziativa sulla riva destra.
Nelle settimane successive la Grande Polonia fu difesa dal Corpo del generale Henryk Dąbrowski, mentre Poniatowski lasciò solo una piccola forza di schermaglia a guardia dei ponti sulla Vistola e spostò il resto delle sue forze verso sud. Ferdinando fece qualche altro tentativo, cercando di stabilire una testa di ponte sull'altro lato della Vistola, ma questi furono sconfitti. Le forze polacche impedirono con successo agli austriaci di attraversare il fiume e, rimanendo vicino alla Vistola per controllare la situazione, invasero il territorio austriaco debolmente difeso a sud, alle spalle delle forze austriache, prendendo parti dei territori polacchi recentemente spartiti . Le forze polacche presero le principali città di Lublino (14 maggio), Sandomierz (18 maggio), Zamość (20 maggio) e Leopoli (27 maggio). Nei territori conquistati furono rapidamente organizzate un'amministrazione polacca e formazioni militari, mentre i generali Jan Henryk Dąbrowski e Józef Zajączek comandavano le unità che rallentavano gli austriaci sulla sponda occidentale della Vistola.
Alla fine il principale esercito austriaco sotto l'arciduca Ferdinando, incapace di spingersi ulteriormente sulla riva sinistra e rischiando di vedersi tagliare le linee di rifornimento da Poniatowski, fu costretto ad abbandonare l'assedio di Toruń, ad abbandonare la stessa Varsavia (il 1º giugno) a spostarsi a sud, con l'intenzione di ingaggiare l'esercito polacco in Galizia e ad un certo punto fondersi con il principale esercito austriaco operante più a ovest. Poniatowski decise di non ingaggiare le forze austriache, concentrandosi invece sulla conquista di quanta più Galizia possibile.
Il 3 giugno, le forze imperiali russe attraversarono anche il confine austriaco con la Galizia, cercando di impedire ai polacchi di acquisire troppe forze e sperando di conquistare alcuni territori controllati dagli austriaci senza alcuna intenzione di restituirli dopo la guerra. Le forze russe, in teoria, onoravano una clausola del trattato di Tilsit che prevedeva che la Russia si unisse alla Francia in caso di violazione della pace da parte dell'Austria, ma le forze russe e austriache si consideravano ancora de facto alleate. Il comandante sul campo, Sergei Golicyn, aveva istruzioni di aiutare i polacchi il meno possibile.
Gli austriaci riuscirono a sconfiggere Zajączek nella battaglia di Jedlińsk l'11 giugno e ripresero Sandomierz (il 18 giugno) e Leopoli, ma non furono in grado di ingaggiare Poniatowski, che nel frattempo aveva preso Kielce e Cracovia (15 luglio). Il corpo di Zajączek si sarebbe unito a quello di Poniatowski il 19 giugno e a quello di Dąbrowski e Sokolnicki il 3 e 4 luglio. Gli austriaci furono infine intercettati e sconfitti dai francesi nella battaglia di Wagram (5 luglio – 6 luglio).

## Conseguenze
Il generale Józef Poniatowski divenne un eroe nazionale in Polonia in seguito a questa campagna. Ricevette anche una sciabola cerimoniale da Napoleone per le sue vittorie.
In seguito al trattato di Schönbrunn, parte del territorio liberato dalle forze polacche fu restituito all'Austria, tuttavia la Galizia occidentale fu incorporata nel Ducato di Varsavia.